# Miguel Ferrer
Miguel José Ferrer (7 tháng 2 năm 1955 – 19 tháng 1 năm 2017) là một nam diễn viên người Mỹ. Một số vai diễn của ông có thể kể đến như: Quigley trong Blank Check (1994), Shan Yu trong Mulan (1998), Eduardo Ruiz trong Traffic (2000) và Rodriguez trong Iron Man 3 (2013).